# سوپرگا
سوپرگا (انگلیسی: Superga) شرکت پوشاک ورزشی ایتالیایی است، که در سال ۱۹۱۱ تأسیس شد.